# Мурикис, Спирос
Спирос Мурикис (греч. Σπύρος Μουρίκης; род. 1974, Керкира, Kerkyra Municipal Unit) — греческий кларнетист.
Окончил с золотой медалью Афинскую консерваторию (1992), ученик Хараламбоса Фарантатоса. Затем учился в Парижской консерватории у Мориса Бурга и Мишеля Арриньона. В 1997 г. выиграл Международный конкурс имени Карла Нильсена, впервые проводившийся среди кларнетистов. В настоящее время профессор Афинской консерватории и солист Афинского государственного оркестра, был также первым кларнетом Малеровского камерного оркестра под управлением Клаудио Аббадо. Выступал с греческими, датскими, французскими и немецкими оркестрами. Особый вкус проявляет к французскому репертуару — к излюбленным работам Мурикиса относится, в частности, концерт Жана Франсе.